# Psilopa rufibasis
Psilopa rufibasis är en tvåvingeart som beskrevs av Collin 1949. Psilopa rufibasis ingår i släktet Psilopa och familjen vattenflugor.
Artens utbredningsområde är Egypten. Inga underarter finns listade i Catalogue of Life.